# Antoni d'Oms i Sentmenat
Antoni d'Oms i de Sentmenat (mort el 1640), senyor de Rubí i cavaller de l'Orde de Calatrava.
Durant la Guerra dels Trenta Anys fou nomenat cap de les tres companyies formades a Barcelona el 1637 amb les quals intentà, sense èxit, de prendre Leucata. El 1638 era tinent coronel de la Coronela de Barcelona i el 1639 tornà a lluitar contra els francesos al setge de Salses, on resistí fins al final com a mestre de camp.
Es va casar amb la seva neboda Maria Teresa I d'Oms de Santapau i d'Oms, amb qui va tenir un fill, Ramon I d'Oms de Santapau i d'Oms